# Endophragmiella eboracensis
Endophragmiella eboracensis är en svampart som beskrevs av B. Sutton 1975. Endophragmiella eboracensis ingår i släktet Endophragmiella och familjen Helminthosphaeriaceae.   Inga underarter finns listade i Catalogue of Life.